# Колорадска крастава жаба
Колорадската крастава жаба (Incilius alvarius) е вид земноводно от семейство Крастави жаби (Bufonidae).

## Разпространение
Видът е разпространен в Мексико и САЩ.